# Harold Shapero
Harold Samuel Shapero (* 29. April 1920 in Lynn, Massachusetts; † 17. Mai 2013) war ein US-amerikanischer Komponist und Musikpädagoge.

## Werdegang
Shapero hatte Kompositionsunterricht bei Nicolas Slonimsky und Ernst Krenek und Klavierunterricht bei Eleanor Kerr und Manfred Malkin. Er spielte Klavier in einem Tanzorchester und gründete mit einem Freund das Hal Kenny Orchestra, eine Swing-Jazz-Band. Von 1937 bis 1941 studierte er an der Harvard University bei Walter Piston und besuchte Sommerkurse bei Paul Hindemith in Tanglewood. Der Rom-Preis für seine Nine-Minute Ouverture ermöglichte ihm 1941 einen Italienaufenthalt. Danach studierte er an der Longy School of Music bei Nadia Boulanger. Von 1951 bis 1988 unterrichtete er an der Brandeis University, deren Studio für elektronische Musik er gründete. 1970 bis 1971 war er Composer in Residence an der American Academy in Rom.
1948 wurde seine Symphony for Classical Orchestra vom Boston Symphony Orchestra unter Leitung von Leonard Bernstein uraufgeführt. Neben diesem bekanntesten seiner Werke komponierte er u. a. ein Streichquartett, Sonaten für Trompete und Klavier und für Klavier zu vier Händen, Lieder nach Texten von E. E. Cummings, eine Partita für Klavier und kleines Orchester, die Jazz-Studie On Green Mountain, Two Psalms for Chorus und die hebräische Kantate Poems of Halevi.
Seit 1945 war Shapero mit der Malerin Esther Geller (1921–2015) verheiratet. Auch ihre Tochter Hannah M.G. Shapero (* 1953) wurde als Malerin bekannt.

## Werke
- Leaves in the Wind für Klavier, 1935–38
- Sonatine für Klavier, 1936–38
- String Trio, 1937
- Five Poems by E. E. Cummings für Bariton und Klavier, 1938
- Trumpet Sonata, 1939
- Piano Sonata for four hands, 1940–41
- Nine Minute Overture für Orchester, 1941
- Three piano sonatas, 1941–43
- Violin Sonata, 1942
- String Quartet, 1942
- Serenade for Strings, 1945
- Variations in C minor für Klavier, 1947
- The Travellers, Ouvertüre, 1948
- Sonata in F minor für Klavier, 1948
- Arioso Variations für Klavier, 1948
- Symphony for Classical Orchestra, 1948
- Credo for Orchestra, 1951
- Hebrew Cantata für Chor und Kammerensemble, 1956
- On Green Mountain für Jazzorchester, 1958
- Soundtrack zur Fernsehdokumentation The Twentieth Century with Walter Cronkite über Woodrow Wilson, 1959
- Partita für Klavier und Orchester, 1960
- Hebrew Poems für Sprecher und Synthesizer, 1968–69
- Improvisations in B für Klavier und Synthesizer, 1969
- Improvisations in C sharp für Klavier und Synthesizer, 1970
- AB-70 für Klavier, zu Ehren von Arthur Bergers Geburtstag, 1982
- For Louise für Cello solo (für Louise Vosgerchian), 1990
- In the Family, Suite für Posaune und Flöte, 1991
- Trumpet Concerto, 1994 (for trumpet and orchestra)
- America Variations für Klavier, ab 1950, in progress
- Concerto for Orchestra in progress
- Chamber Symphony, in progress